# Maître du Missel de Yale
Ne doit pas être confondu avec Maître du Missel de Troyes.
Le Maître du Missel de Yale est un maître anonyme enlumineur actif à Tours et Bourges entre 1468 et 1490. Il doit son nom à un missel en français conservé à la bibliothèque Beinecke de l'université Yale. Une trentaine de manuscrits lui sont attribués. Parfois aussi appelé Maître du Mamerot de Vienne, il a été identifié avec l'enlumineur tourangeau Guillaume Piqueau, proche de Jean Fouquet.

## Constitution de son corpus

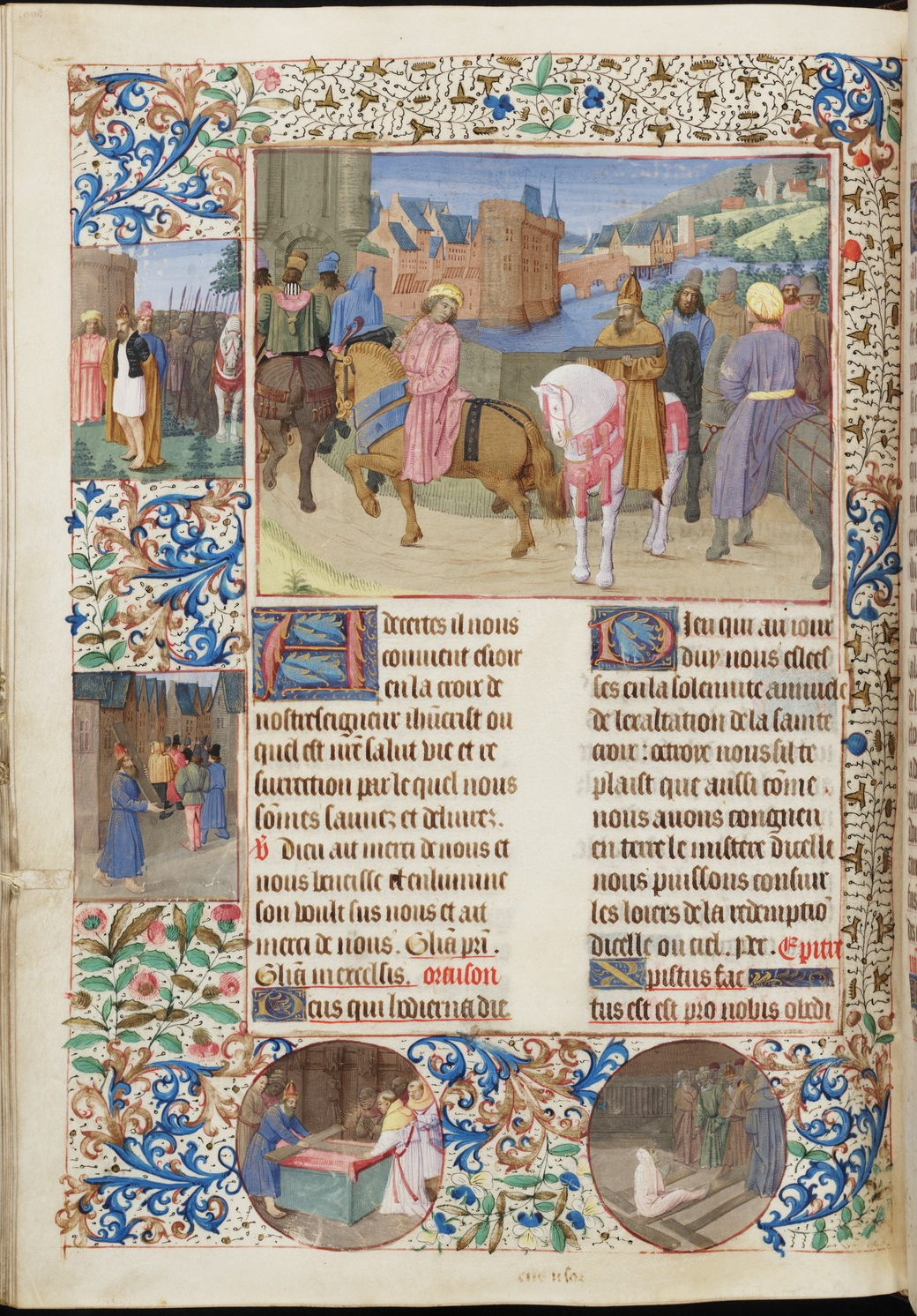
Héraclius portant la croix, miniature du missel de Yale.

Le style de l'enlumineur est pour la première fois isolé par Otto Pächt en 1974 dans un manuscrit de Sébastien Mamerot conservé à la Bibliothèque nationale autrichienne dans lequel il a réalisé neuf miniatures, les autres étant de Jean Colombe. Il y décèle un artiste formé par Jean Fouquet. En 1993, Nicole Reynaud élargit le corpus de ses œuvres et le renomme « Maître du Missel de Yale » du nom d'un manuscrit auquel il a beaucoup plus contribué, là aussi en collaboration avec Jean Colombe. En 2011, il est rapproché du Maître de Christophe de Champagne, auteur d'un livre d'heures à l'usage de Rome,.

## Éléments stylistiques
Son style provient de sa fréquentation assidue de Jean Fouquet, pour ses figures et ses compositions tirées des Heures d'Étienne Chevalier et des Heures de Jean Robertet. Il les réutilise si fréquemment qu'il devait disposer d'un carnet de dessins tiré des œuvres de ce dernier. Cependant, il n'en a pas le talent et les recopie sans aucune originalité dans un style sec et mécanique selon les historiens de l'art.

## Identification
L'historien de l'art Samuel Gras propose de rapprocher le style du maître du peintre tourangeau Guillaume Piqueau, actif dans la seconde moitié du XVe siècle et proche de Jean Fouquet : il est en effet astreint au guet en sa compagnie aux remparts de la ville de Tours entre 1461 et 1465. Il a peint une Vita Christi pour la reine Charlotte de Savoie en 1482. Il est très proche d'un autre maître toujours anonyme, le Maître de Jeanne de France, avec qui il collabore au moins à une occasion.

## Principaux manuscrits attribués

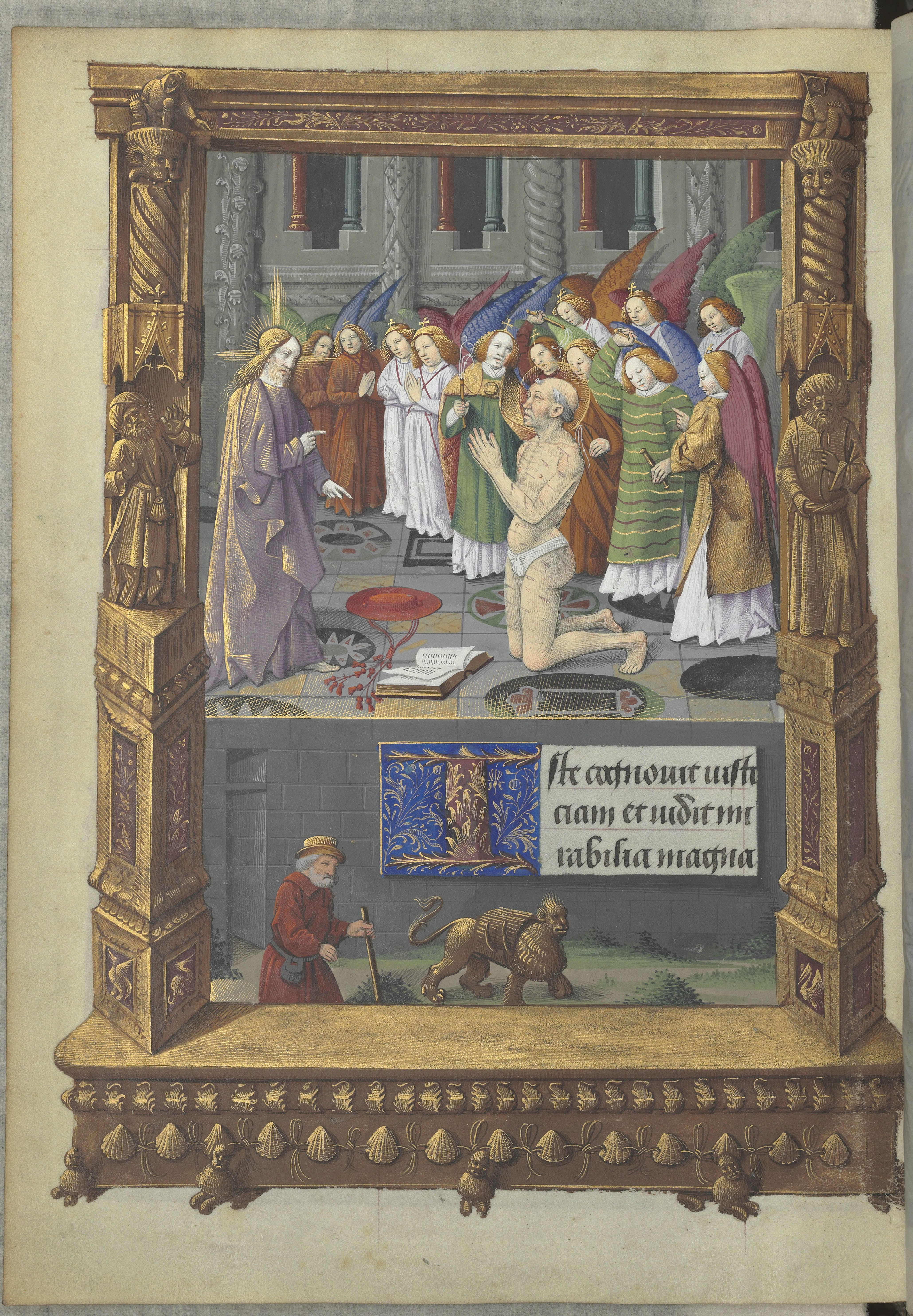
Saint Jérôme, Heures de Louis de Laval.

Une trentaine de manuscrit lui sont attribués au total selon Samuel Gras :
- Manuscrit du Tristan en prose, vers 1465-1480, 102 miniatures, Bibliothèque de Genève, Fr.189[6]
- Manuscrit du Tristan en prose, vers 1465-1480, BNF, Fr.102
- Manuscrit du Tristan en prose, vers 1468, 80 miniatures, Pierpont Morgan Library, M.41[7]
- Livre d'heures à l'usage de Troyes, vers 1465-1470, 5 miniatures du maître avec 2 autres collaborateurs, BNF, N.A.L. 3200
- Heures dites d'Éléonore de Habsbourg, vers 1470, collection particulière, passé en vente chez le libraire suisse Jörn Gunther en 2013
- Livre d'heures à l'usage de Paris, vers 1470, collection particulière, passé en vente à Paris, Hôtel Drouot le 6 février 1990, lot 21
- Livre d'heures à l'usage de Rome, réalisé par des suiveurs du Maître de Dunois dans les années 1440-1450 et complété par des prières illustrées  de 5 miniatures par le maître, Société archéologique de Montpellier, Ms.2[8]
- Epigrammatum libellus (Épigrammes) de Pierre-Paul Senilis (Vieillot), vers 1469-1480, 1 scène de dédicace, BNF, Lat.8408[9]
- Heures d'Olivier de Coëtivy avec un calendrier à l'usage de Tours, vers 1465-1470, 21 miniatures en collaboration avec le Maître de Jeanne de France (10 miniatures), Bibliothèque Huntington, San Marino (Californie), ms.H.M.1143[10]
- Heures Brette à l'usage de Tours, vers 1475, 24 petites miniatures et 9 grandes par le maître et 1 par Jean Colombe, bibliothèque de l'académie des sciences, Saint-Pétersbourg, Ms.O.104
- Histoire des faits des neuf preux et des neuf preuses de Sébastien Mamerot à destination de Louis de Laval, (9 grandes miniatures) en collaboration avec Jean Colombe, vers 1472, Bibliothèque nationale autrichienne, Cod.2577-2578[11]
- Livre d'heures à l'usage de Tours, 15 miniatures dont 13 par le maître, 1 par Jean Bourdichon et 1 par un suiveur de Fouquet, vers 1475, Lily Library, Université de l'Indiana à Bloomington, Ms. Medieval and Renaissance 29[12]
- 3 feuillets d'un manuscrit de l'L'Estrif de Fortune et de Vertu de Martin Le Franc, vers 1475, coll. part., passés en vente chez Sotheby's, le 2 juillet 2013, lot 16[13]
- Missel en français, 107 miniatures et 428 vignettes de marge en collaboration avec Jean Colombe et deux autres suiveurs de Fouquet, vers 1475, bibliothèque Beinecke de l'université Yale, Ms.425[14]
- Manuscrit du Jouvencel de Jean de Bueil, vers 1475, 3 miniatures, Bibliothèque de Genève, Fr.187[15]
- Manuscrit du Jouvencel de Jean de Bueil, vers 1475-1480, 10 miniatures, monastère de l'Escorial, Biblioteca del Monasterio, S.II.16
- Heures de Louis de Laval, en collaboration avec Jean Colombe (12 miniatures), vers 1475-1480, Bibliothèque nationale de France (BNF), Lat.920
- Abrégé des croniques de France de Noël de Fribois, vers 1480, 3 miniatures, BNF, Fr.10141[16]
- Heures de Pierre de Bonhet à l'usage de Tours (dites aussi Heures de Jean Boudet), vers 1480-1485, 5 grandes miniatures, 12 miniatures de marge du calendrier, et 58 lettrines, bibliothèque municipale de Tours, Ms. 2285[17]
- Livre d'heures à l'usage de Bayeux, vers 1480-1485, 28 miniatures, bibliothèque intercommunale d'Épinal, MS 243 (100)[18]
- Vita Christi de Ludolphe de saxe pour Charlotte de Savoie, vers 1482, 1 miniature, BNF, Fr.407[19]
- Heures de Christophe de Champagne, à l'usage d'Angers, vers 1480-1490, coll. part, passée en vente chez Heribert Tenschert en 1993 puis chez Jörn Günther Rare Books AG en 2011 (Brochure 12, n°18).